# جان براشيه
جان لوي أوغست براشيه (بالفرنسية: Jean Louis Auguste Brachet)‏ عالم بلجيكي اختص في دراسة الكيمياء الحيوية، ولد في 19 مارس، 1909 وتوفي في 10 أغسطس، 1988. كانت له مساهمة رئيسية في فهم دور الحمض الريبوزي النووي.